# Nika Rurua
Nika Rurua (georgiska: ნიკა რურუა, egentligen Nikoloz Rurua), född 17 mars 1968 i Tbilisi, död 4 december 2018 i Tbilisi, var en georgisk politiker och jurist, och tidigare medlem av den georgiska regeringen i egenskap av georgisk kultur- och idrottsminister, utsedd den 10 december 2008. Han avgick den 25 oktober 2012 efter Enade nationella rörelsens valförlust. Den 16 mars 2010 var Rurua tillsammans med den georgiska presidenten Micheil Saakasjvili inblandad i skandalen angående ett falskt videoklipp som visades upp i georgisk TV, som menade att Ryssland höll på att angripa Georgien. Rurua var gift och hade tre barn. Han avled den 4 december 2018 till följd av hjärtsvikt.